# 로핫사라땅도마뱀붙이
로핫사라땅도마뱀붙이는 마다가스카르 북부의 한 산맥에서 자생하는 중소형 도마뱀붙이의 일종이다. 이 도마뱀붙이는 15cm까지 자라며 갈색 몸뚱이는 흑색 반점들로 덮여있는데, 이 반점들은 때때로 세로로 난 띠무늬에 어우러진다. 아성체는 몸뚱이에 넓은 검은색 띠무늬들이 있으며 자라나면서 성체의 색깔로 변한다. 이 도마뱀붙이는 주로 야행성이고 지면, 반들반들한 바위나 나무의 제일 낮은 가지에 서식한다. 서식 범위가 한정되어 있으며 삼림 서식지가 파괴되는 중이기 때문에 IUCN 적색 목록에 위급종으로 등록되었다. 현재 CITES 아래에서 보호받고 있지는 않다. 몇몇 개체가 미국에서 가둬져 사육되고 있으며, 야생에서 종 전체가 절멸할 경우 유전 자원의 역할을 할 수 있다.

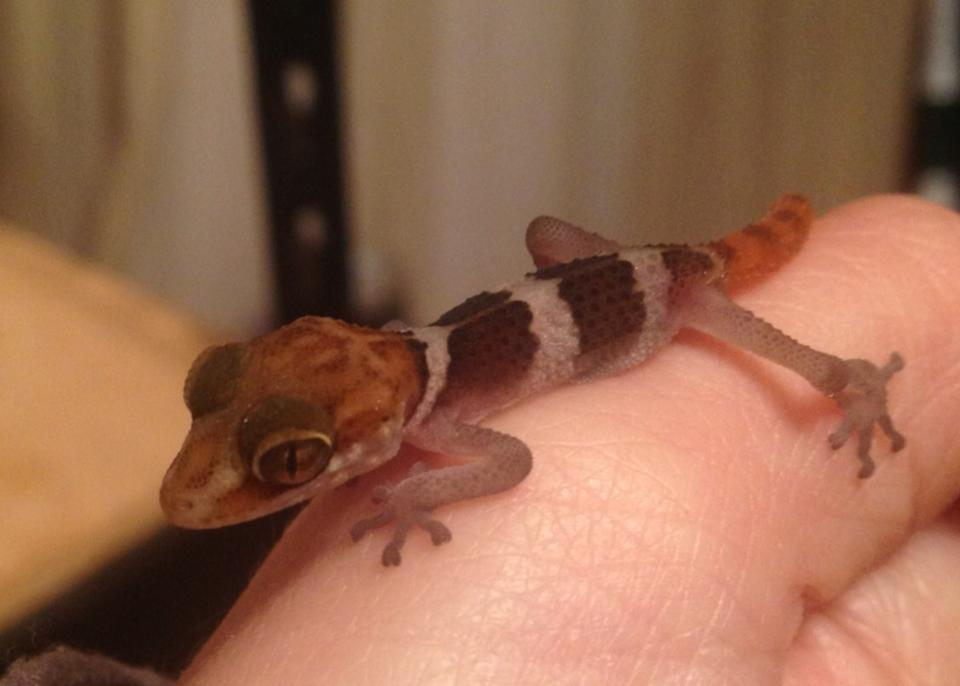
아성체

## 묘사
로핫사라땅도마뱀붙이는 자라면서 색깔이 바뀐다; 아성체의 머리는 갈색이고 검은색, 흰색 띠가 몸을 가로지르며 주황색 꼬리에도 줄무늬가 있으나, 성체가 되면서 색상이 변한다. 띠가 사라지고 노란색 몸뚱이에 검은 반점들이 난 모양새가 된다. 이 반점들은 뭉쳐서 약간 머리에서 꼬리쪽으로 난 줄무늬같은 모양새를 띈다. 성체는 대개 12-15cm까지 자란다.
이 녀석들에게 주로 지면에서 서식하는 동물이라는 꼬리표가 붙었지만, 반들반들한 바위와 지면에서 2미터까지 떨어진 나뭇가지에서도 발견된다. 발가락의 빨판은 여느 도마뱀붙이류처럼 접착력이 있기 때문에 사육시에는 특히 유체가 테라리움의 측면을 기어오르는 것을 볼 수 있는데, 자라나면서 덩치와 몸무게가 늘어나기 때문에 나뭇잎더미같은 편히 오르기 좋은 장소를 선호하게 된다. 이 도마뱀은 밤에 활동적이어서 야행성으로 여겨진다.
부화 후 12개월 정도가 지나면 성적 이형성이 발현된다. 수컷은 암컷과 달리 항문 근처에 반음경이 불룩 튀어나온다.

## 분포
이 종은 마다가스카르 북부 프랑스산의 해발 140-320m에 이르는 오래된 숲에 서식하며 삼림 파괴에 적응하는 것 같지 않다.

## 보존
이 종은 현재 IUCN 적색 목록에 위급종으로 올라가있지만 CITES 아래에서 보호받지는 않으며, 서식지가 주로 벌목으로 인한 탈산림화로 인해 심각하게 위협받고 있는 보호구역에서 발견된다. 미국에서는 몇몇 파충류학자가 야생에서의 절멸을 대비하여 이 동물을 사육해 번식시키고 있다.

## 사육
단일 개체, 짝짓기 시기의 한 쌍을 사육하는 데는 40L 정도의 통이 적당하다. 테라리움의 따뜻한 영역의 온도는 85–90 °F (29–32 °C), 차가운 영역의 온도는 70–75 °F (21–24 °C)으로 맞추어야 한다. 아침과 오후에 물을 분무기로 한 번씩 흠뻑 뿌려주는 것이 적당한 수분 유지를 위해 좋다. 습도는 평균적으로 낮에 물을 분무해줄 때는 80-90%, 적을 때는 45-50% 정도가 적당하다. 바닥재는 이탄토를 화분토나 모래와 섞은 것을 사용할 수 있다. 이 녀석들은 부끄러움을 많이 타기 때문에 코르크판 몇 조각 따위로 은신처를 만들어주는 것이 좋다. 암컷은 한 번에 두 개의 알을 낳으며 섭씨 26도, 습도 80%의 환경을 맞춰주면 대개 90-100일 후에 정상적으로 부화할 것이다.